# Unicron
Unicron es un personaje ficticio del universo Transformers y la línea de juguetes homónima. Fue creado por Floro Dery e introducido en la película animada de 1986 Transformers: la película, reapareciendo en Transformers: Armada, Transformers: Energon, Transformers: Cybertron, Transformers: Prime y el videojuego Transformers de Atari en 2004. Unicron es un robot prodigiosamente grande cuya escala alcanza proporciones planetarias, siendo capaz de transformarse en un planeta mecánico. El origen de Unicron se ha expandido a través de los años de ser simplemente un gran robot a ser un dios del caos que devora las realidades. Él emplea a menudo la ayuda de Decepticons en su trabajo, y en algunas historias se lo considera parte del origen de las fuerzas de los Decepticons.

## Historia
Antes del amanecer del tiempo, el Orden y el Caos existieron dentro de una entidad extradimensional conocida como The One. Para explorar el universo incipiente, creó el ser astral conocido como Unicron, y luego lo subdividió, creando su gemelo, Primus. Ambos hermanos eran singularidades multiversales, únicas en todas las realidades, pero mientras que Unicron sólo podía existir en un universo a la vez, moviéndose entre ellos a voluntad, Primus existió simultáneamente en todas las realidades a la vez. Se sugiere, de hecho, que los dos hermanos encarnan los conceptos básicos de la realidad: el bien y el mal, el orden y el caos, y que su existencia continua es necesaria para la estabilidad del multiverso.
A medida que Unicron y Primus se dedicaban a su tarea designada, aventurándose a través del cosmos, se hizo evidente a Primus que Unicron era un ser corrupto, y él se encargó de detener la amenaza planteada a toda la existencia por su hermano. En combate, Primus no era rival para Unicron. En la astucia, sin embargo, demostró ser el superior de su hermano cuando cambió su batalla al plano astral, y luego de vuelta al mundo físico una vez más, sólo para tener ambas esencias presentes en los planetoides metálicos, dejándolos atrapados. Fue con este acto de sacrificio que Primus esperaba contener el mal de Unicron para siempre. Desafortunadamente para él, con el tiempo, Unicron aprendió a psicológicamente en dar forma a su prisión en un planeta metálico gigante, y Primus siguió el juego, convirtiéndose en el mundo mecánico de Cybertron.
La guerra entre Unicron (malo) y Primus (bueno) llegó a su final aparente durante una batalla clímax en la que uno de los trece, que para siempre se conocería como El Caído, traicionó a Primus y se convirtió en un acólito de Unicron. La batalla terminó cuando El Caído y Unicron fueron aspirados en un agujero negro y desaparecieron de la realidad. Con Unicron desaparecido por ahora, Primus entró en un sueño auto-impuesto que duraría eones y que impediría que Unicron lo detectara a través del vínculo mental que compartían como hermanos.

## Películas de acción real

### Transformers: el último caballero(2017)
En la película, Transformers: el último caballero, los seis cuernos de Unicron comenzaron a aparecer fuera de la Tierra en respuesta al enfoque de Cybertron. Quintessa señala que Unicron es otro nombre para la Tierra, y Optimus Prime reconoce a Unicron como el antiguo enemigo de Cybertron. Quintessa planea drenar la energía de Unicron para restaurar a Cybertron dañado (terminar lo que Sentinel Prime comenzó), matando la vida en la Tierra en el proceso. Simmons más tarde ayuda a Burton a localizar un libro antiguo que contiene detalles sobre Unicron, y señala que el punto central de los cuernos de Unicron (durante la época en que todos los continentes de la Tierra formaron Pangea) es Stonehenge. Megatron y Quintessa comienzan a drenar la energía de Unicron, pero se frustra, y más tarde, Quintessa (disfrazada de humana) se acerca a un científico que estudia uno de los cuernos de Unicron para advertirle que no toque al caos y le ofrezca una forma de matarlo.

### Transformers: el despertar de las bestias(2023)
Unicron aparece en la película Transformers: el despertar de las bestias, con la voz de Colman Domingo. Esta versión, él es un devorador de planetas que los consume estando inhabitables o habitables. Al devorar el hogar de los Maximals, quienes escaparon con la llave Transwarp a la Tierra, envía a sus sirvientes, los Terrorcons (Scourge, Nightbird, Battletrap y Freezer), para ir a buscarla. Después de que los Terrorcons obtuvieran las dos mitades, Unicron llegó a través del portal en querer devorar la Tierra con todos sus habitantes. Al final, Optimus Prime destruye la llave y colapsa el portal con Unicron dentro. Aunque esto evita la crisis, Prime sabe que Unicron regresará.